# 운반파 묶음
운반파 묶음 또는 캐리어 애그리게이션(Carrier aggregation)은 다중 주파수 블록(이른바 컴포넌트 캐리어)이 동일 사용자에게 할당된 상태에서 사용자 당 데이터 속도를 증가시키기 위해 무선 통신에 사용되는 기술이다. 사용자별 잠재적인 최대 데이터 속도는 더 많은 주파수 블록이 사용자에게 할당될수록 증가된다. 셀의 총체적인 데이터 속도 또한 더 나은 자원 활용 덕분에 증가된다. 게다가 운반파 묶음에는 부하 분산:p.42이 가능하다.

## 운반파 묶음의 유형

운반파 묶음의 유형

컴포넌트 캐리어의 위치에 따라 3가지 케이스의 운반파 묶음으로 구별된다::p. 113
- 컴포넌트 캐리어가 동일 주파수대에 인접해 있는 경우를 대역 내 인접(intra-band contiguous) 운반파 묶음이라고 부른다.
- 컴포넌트 캐리어가 동일 주파수대에 있으나 격차가 있어 구별되는 경우 대역 내 비인접(intra-band non-contiguous) 운반파 묶음이라고 부른다.
- 가장 복잡한 케이스는 컴포넌트 캐리어가 각기 다른 주파수대에 위치한 경우이다. 이를 대역 간(inter-band) 운반파 묶음이라고 부른다.

기저대 관점에서 3가지 케이스 간 차이점은 없다. 그러나 RF 관점에서 대역 간 운반파 묶음 케이스의 복잡도는 증가한다.